# Чёрный кот (Беларусь)
Белорусская освободительная армия, также «Чёрный кот» (бел. Чорны кот) — подпольная белорусская антисоветская боевая организация времён Второй мировой войны, вооружённое крыло Белорусской независимой партии, существовавшая с 1944 года по конец 1950-х годов.
Наиболее активно вела борьбу с марта 1945 по 1948 год (c 1948 по 1950-е годы).
Так как архивы белорусских отделений КГБ остаются закрытыми, информации об этой организации очень мало. Некоторые белорусские историки, в частности, Игорь Валаханович, считают существование организации «Чёрный кот» псевдоисторическим мифом.

## Антисоветское движение в Беларуси до Второй мировой войны
После того, как согласно Рижскому договору в составе Польши оказалась Западная Беларусь, а остальная часть Беларуси вошла в состав СССР, не всем беларусам стала нравиться проводимая поляками и большевиками политика. Некоторые из недовольных начали задумываться о создании независимой республики под флагом БНР. Сепаратистское движение вооружённого сопротивления имело место как на польской территории, так и на территории БССР. Активнее всего партизанские формирования действовали в период с 1921 по 1925 годы. На территории, вошедшей в состав Польши, наиболее многочисленными и известными были партизанские отряды националистов Якуба Харевского и Сергея Хмары, а также отряд советских партизан чекиста Кирилла Орловского.

## «Чёрный кот»

### Название
Помимо названия «Чёрный кот» в источниках также упоминаются названия «Чёрная кошка», Белорусская освободительная армия (БОА), Белорусское краевое войско «Чёрный кот».
В некоторых источниках сообщается, что название «Чёрный кот» имел один из партизанских отрядов или соединение партизанских отрядов БОА (или даже диверсионный батальон «Дальвитц», который был десантирован немцами в Беларуси 17 ноября 1944).

### Создание
Спецслужбы Третьего рейха планировали создать и оставить в тылу наступающих советских войск целый «диверсионный фронт» от Балтики до Чёрного моря, в рамках чего был разработан план под кодовым наименованием «Любимая кошка» (нем. Liebes Kätzchen). Началась подготовка личного состава и материально-технической базы. Конспиративная сеть в Латвии получила название «Лесные кошки», на Украине «Степной кот», на Смоленщине и Брянщине «Дикий кот». Белорусской организации, задействованной в этом плане, было дано название «Чёрный кот». На должность её руководителя белорусский национальный актив предложил талантливого военного, офицера десантного батальона Дальвитц (военное формирование белорусских националистов, созданное при участии военной разведки и контрразведки нацистской Германии — Абвера в г. Дальвитц, Восточная Пруссия), майора Белорусской краевой обороны Михаила Витушко.
Отряды «Чёрного кота» разделились в Беларуси на три части: «Белоруссия-Юг», «Белоруссия-Центр» и «Белоруссия-Север». Каждая из частей имела своего руководителя, а те, в свою очередь, подчинялись Главному штабу «Чёрного кота», который размещался под Варшавой. В течение всего существования организации ей руководил Михаил Витушко. Немцы подготовили для армии около трёх тысяч человек, большая часть которых летом 1944 года осталась в Беларуси и ждала приказов Витушко. Несколько отрядов прошли подготовку в Восточной Пруссии и прибыли позднее. Все отряды «Чёрного кота» были обеспечены оборудованием для радиосвязи, вооружением, поддельными документами, медикаментами и деньгами.
Всего же по данным на 1 июля 1945 года в белорусских лесах скрывалось от 10 000 до 30 000 человек, подозревавшихся советскими властями в коллаборационизме во время немецкой оккупации БССР, большая часть из которых была организована в вооружённые группы и совершала нападения и диверсии против советского строя.

### Налибокская конференция
В сентябре 1945 года в Налибокской пуще состоялась встреча командиров всех отрядов «Чёрного кота». В ней приняли участие около 40 человек, в том числе сам Михаил Витушко. Конференция рассмотрела много вопросов и приняла решение о начале вооружённой борьбы, но участники отказались от масштабных диверсий, чтобы не подставлять под удар гражданское белорусское население.

### Боевые действия
Сразу после конференции начались боевые действия «Чёрного кота». Важным направлением его деятельности было освобождение политзаключённых из тюрем МГБ.
Белорусские эмигрантские газеты сообщали, что партизаны «Чёрного кота» якобы неоднократно захватывали белорусские местечки и города. Например, в марте 1948 года объединённая группа отрядов организации «Чёрный кот» при помощи нескольких отрядов «бульбовцев» (общее количество 200 человек) напала на Новогрудок, чтобы освободить арестованных участников организации. В городе находилась база Спецотдела МГБ, занимавшегося борьбой с антисоветскими партизанами. В сентябре 1948 года МГБ провело аресты в Кобринском районе, выявляя тех, кто помогал украинским и белорусским коллаборационистам (итого было арестовано более 200 человек). Тюрьмы были переполнены, и заключённых пришлось содержать в казармах Кобрина. Партизаны «Чёрного кота» напали на казармы и освободили заключённых. Также важным направлением деятельности «Чёрного кота» были диверсии на железнодорожных путях.
Однако, кроме сообщений в эмигрантских газетах, иных подтверждений тому, что эти события в реальности имели место, не существует.

### Прекращение существования
В январе 1948 года погиб руководитель сектора «Белоруссия—Север» Пётр Гаевич, чей отряд был разбит, попав в засаду, организованную сотрудниками МГБ. За несколько недель до этого бойцы Гаевича обстреляли автоколонну с советскими солдатами, убив и ранив несколько человек. После жестокого боя лишь четверо из 32 участников отряда были взяты живыми. Антисоветское партизанское движение на территории Беларуси пошло на спад.
В начале декабря 1948 года был разбит партизанский отряд руководителя сектора «Белоруссия-Юг» по прозвищу «Сыч» (настоящее имя неизвестно), за несколько дней до этого совершивший нападение на автоколонну с сотрудниками МГБ. Несколько дней подряд боевикам удавалось уходить от преследования, но в конце концов их окружили на одном из заброшенных лесных хуторов. Бойцы «Сыча» отказались сдаваться и попытались прорвать окружение, но все до единого были убиты, в том числе и сам командир.
Весной 1949 года погиб руководитель сектора «Белоруссия-Центр» — Николай Хвезько (по другим данным, Хвязько). Сотрудникам МГБ удалось организовать встречу его отряда с переодетыми в боевиков агентами МГБ. На встрече командиру сектора и двум пришедшим с ним бойцам отряда было предложено сдаться, все трое отказались и попытались оказать вооружённое сопротивление, но были убиты на месте. Потеряв руководителя, оставшиеся бойцы его отряда разошлись по домам, либо были арестованы.
В 1952 году Витушко начал выводить людей на запад через Польшу. Остался только отряд под руководством Евгения Жихаря, который продолжал антисоветское сопротивление до ноября 1954 года. После того, как большинство бойцов отряда погибли в боях с войсками МГБ, Жихарь приказал остаткам бежать на Запад через Польшу. Сам он остался и погиб в бою с войсками МГБ в январе или августе 1955 года. С его смертью «Чёрный кот» окончательно прекратил свою деятельность на территории БССР. Но мелкие группы, независимые от «Чёрного кота», ещё проводили теракты (убийства советских активистов, поджоги сельсоветов) до конца 1950-х годов.

## В историографии
Некоторыми историками ставится под сомнение достоверность сведений о деятельности «Чёрного кота», в частности, изложенных в изданной во Львове в 2006 году книге Сергея Ёрша и Сержука Горбика «Беларускі супраціў» (с бел. — «Белорусское сопротивление»).
Белорусский историк Игорь Валаханович считает существование организации «Чёрный кот», насчитывавшей несколько тысяч участников, псевдоисторическим мифом. По мнению Валахановича, «неудачные попытки руководителей белорусских эмигрантских организаций в 1940-е годы организовать вооружённое сопротивление советской власти на территории Белорусской ССР были героизированы их преемниками в 1990-е годы, после чего нашли сторонников даже среди определённой части белорусских историков и публицистов».